# Chí Linh (thành phố)
Chí Linh là một thành phố cũ nằm ở phía bắc tỉnh Hải Dương, Việt Nam.

## Địa lý

### Vị trí địa lý
Thành phố Chí Linh nằm ở phía bắc của tỉnh Hải Dương, nằm cách thành phố Hải Dương khoảng 40 km về phía bắc, cách trung tâm thủ đô Hà Nội khoảng 70 km về phía đông bắc, có vị trí địa lý:
- Phía đông giáp thị xã Kinh Môn và thành phố Đông Triều, tỉnh Quảng Ninh
- Phía tây giáp huyện Gia Bình, huyện Lương Tài và thị xã Quế Võ, tỉnh Bắc Ninh và thành phố Bắc Giang, tỉnh Bắc Giang
- Phía nam giáp huyện Nam Sách
- Phía bắc giáp huyện Lục Nam, tỉnh Bắc Giang.[6]

Chí Linh nằm trong vùng tam giác kinh tế Hà Nội - Hải Phòng - Quảng Ninh, có đường giao thông thuận lợi. Đường bộ có quốc lộ 18 chạy dọc theo hướng đông - tây qua trung tâm thành nối liền Hà Nội - Quảng Ninh, đường Quốc lộ 183 nối Quốc lộ 5 và đường 18, đường 37 là đường vành đai chiến lược quốc gia từ trung tâm thành phố đi tỉnh Bắc Giang. Đường thủy có chiều dài 40 km đường sông bao bọc phía đông, tây, nam của thành phố thông thương với Hải Phòng, Bắc Giang, Bắc Ninh.

### Điều kiện tự nhiên
Phía bắc và đông bắc của thành phố là vùng đồi núi thuộc cánh cung Đông Triều, ba mặt còn lại được bao bọc bởi sông Kinh Thầy, sông Thái Bình và sông Đông Mai.
Thành phố có diện tích tự nhiên 282,91 km², là đơn vị hành chính cấp huyện có diện tích lớn nhất tỉnh. Trong đó, 13 xã, phường là miền núi, chiếm 76% diện tích và 56% dân số của toàn thành phố.
Dân số: Năm 2002, huyện Chí Linh có 146.752 người, tỷ lệ tăng dân số tự nhiên 9,48%, cơ cấu dân số:
- Từ 1 đến 9 tuổi: 40.668 người
- Từ 10 đến 14 tuổi: 16.522 người
- Từ 15 đến 29 tuổi: 41.500 người
- Từ 30 đến 44 tuổi: 25.955 người
- Từ 55 đến 60 tuổi: 12.344 người
- Từ 60 tuổi trở lên: 9.718 người.

Số lao động làm việc trong các ngành: 71.925 người, trong đó: 
- Lao động nông - lâm nghiệp - thủy sản: 55.855 người
- Lao động công nghiệp - xây dựng: 7.767 người
- Lao động dịch vụ: 8.273 người

Lao động do cấp huyện là 65.558 người, trong đó: 
- Lao động nông - lâm nghiệp - thủy sản: 54.019 người
- Lao động công nghiệp - xây dựng: 4.983 người
- Lao động dịch vụ: 6.556 người.

Địa hình: Thành phố Chí Linh đa dạng phong phú, có diện tích đồi núi, đồng bằng xen kẽ, địa hình dốc bậc thang từ phía bắc xuống phía nam, nhìn chung địa hình chia làm 3 tiểu vùng chính:
- Khu đồi núi bao gồm rừng tự nhiên và rừng trồng, càng về phái Bắc đồi núi càng cao, đỉnh cao nhất là Dây Diều cao 616m, đèo Trê cao 536m
- Khu đồi bát úp gó lượn sóng xen kẽ bãi bằng, đồi ở đây không cao lắm, trung bình từ 5-60m, có độ dốc từ 10-150, xen kẽ là những bãi bằng có độ cao bình quân +2,5 m
- Khu bãi bằng phù sa mới, phân bố ở phía nam đường 18, địa hình tương đối bằng phẳng, càng về phía Nam càng trũng, có nơi cốt đất chỉ +0,8m.

Khí hậu:
- Chí Linh nằm trong vùng khí hậu nhiệt đới gió mùa.
- Có 2 mùa rõ rệt: mùa khô hanh lạnh từ tháng 10 đến tháng 4 năm sau và mùa mưa từ tháng 4 đến tháng 9 hàng năm.
- Nhiệt độ trung bình năm 23 °C
  - Tháng có nhiệt độ thấp nhất là tháng 1 và tháng 2 (khoảng 10-12 °C)
  - Tháng có nhiệt độ cao nhất là tháng 6 và tháng 7 (khoảng 37-38 °C).
- Lượng mưa trung bình hàng năm 1.463 mm, tổng tích ôn khoảng 82.000
- Độ ẩm tương đối trung bình là 81,6%.

Do đặc điểm của địa hình, địa mạo nên khí hậu Chí Linh được chia làm 2 vùng:
- Khí hậu vùng đồng bằng phía nam mang đặc điểm khí hậu như các vùng đồng bằng trong tỉnh
- Khí hậu vùng chiếm diện tích phần lớn trong vùng, do vị trí địa lý và địa hình nên mùa đông ở đây lạnh hơn vùng khí hậu đồng bằng.

Thủy văn: Chí Linh là nơi: 
1. Sông Lục Nam hợp lưu với sông Thương tại xã Hưng Đạo, sông Thương hội lưu với sông Cầu tại phường Phả Lại thành sông Thái Bình
2. Sông Đuống hợp lưu với sông Thái Bình: phường Cổ Thành
3. sông Kinh Thầy lấy nước từ sông Thái Bình: Cổ Thành
4. Sông Đông Mai lấy nước từ sông Kinh Thầy: phường Văn Đức, chảy lên phía bắc.

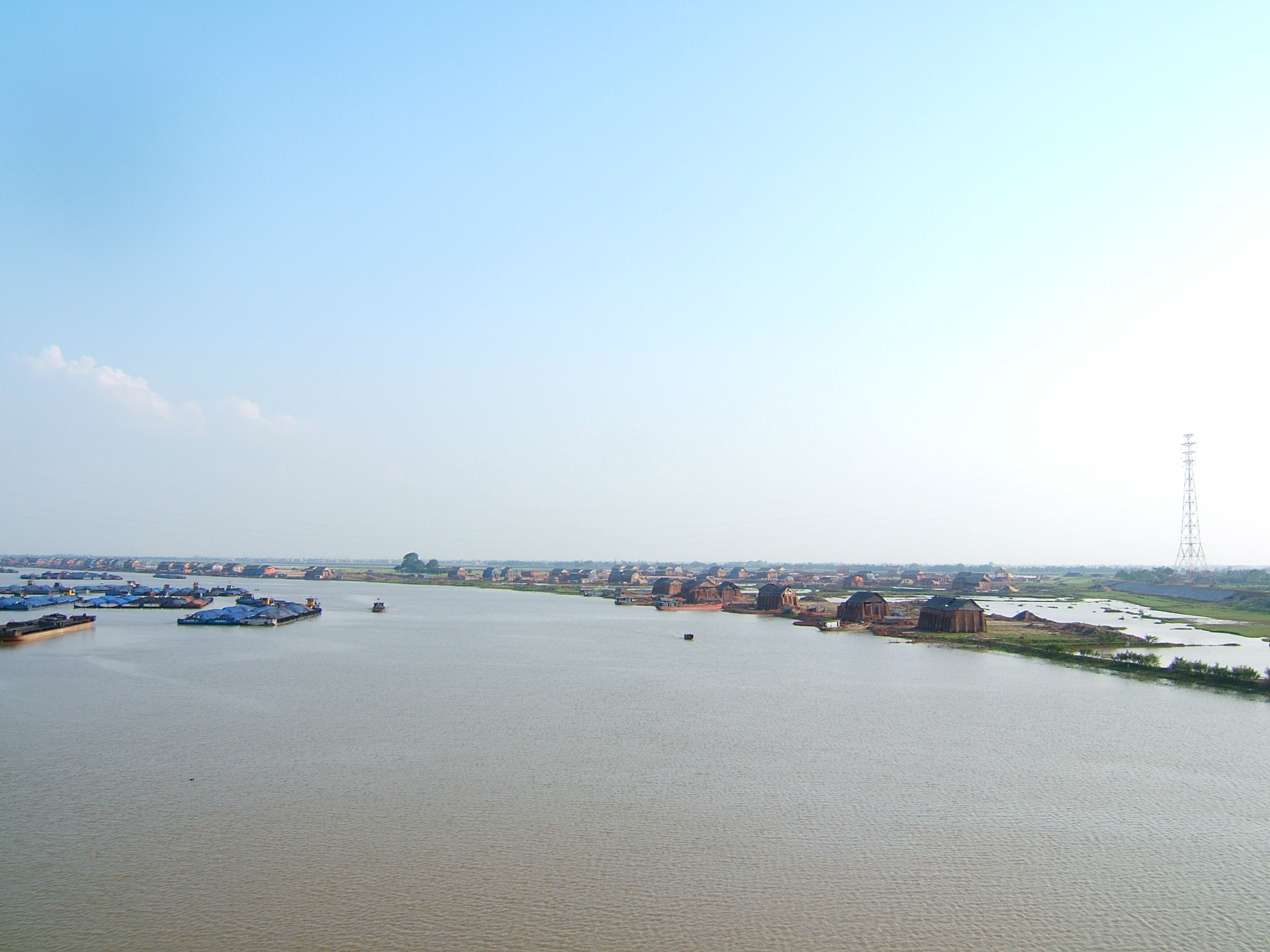
Sông Lục Đầu

Thành phố Chí Linh có nguồn nước phong phú bởi có sông Kinh Thầy, Thái Bình, Đông Mai bao bọc, có kênh mương trung thủy nông từ Phao Tân đến An Bài dài 15,5 km chạy qua những cánh đồng canh tác chính của huyện, có nguồn nước của nhà máy điện Phả Lại cung cấp quanh năm. Ngoài ra còn có 33 hồ đập với tổng diện tích tự thủy 409 ha, đặc biệt có nguồn nước ngầm sạch trữ lượng lớn.
Đất đai: Tổng diện tích của thành phố Chí Linh là 29.618 ha, chia ra:
- Đất nông nghiệp 9.784 ha, chiểm tỉ lệ 33,03%
- Đất lâm nghiệp 14.470 ha, chiếm tỉ lệ 48,86%
- Đất chuyên dùng 2.467 ha, chiếm tỉ lệ 8,33%
- Đất ở 1.110 ha, chiếm tỉ lệ 3,75%
- Đất khác 1.787 ha, chiếm tỉ lệ 6,03%.

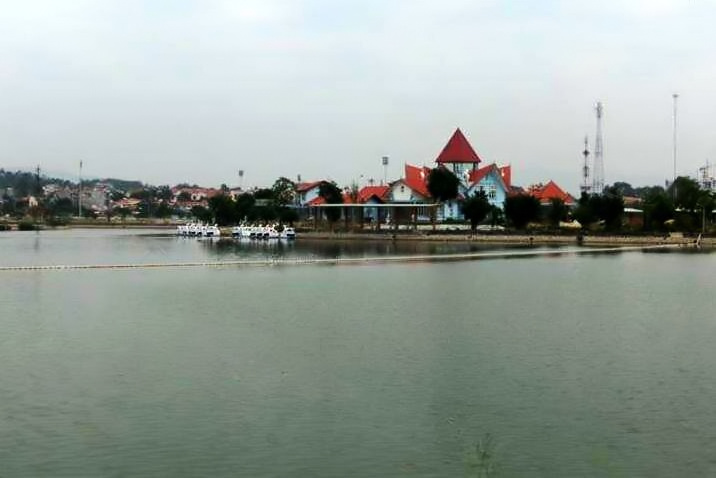
Hồ Mật Sơn tại trung tâm phường Sao Đỏ

Đất Chí Linh được hình thành từ 2 nhóm chính, nhóm đất đồi núi được hình thành tại chỗ, phát triển trên các đá sa thạch; nhóm đất thủy thành do phù sa sông Kinh Thầy và Thái Bình bồi tụ. Theo tài liệu của Viện nông hoá thổ nhưỡng Việt Nam, đất nông nghiệp được phân loại như sau:
- Địa hình: cao 21%, vàn 47,2%, thấp 27,5%, trũng 4,3%
- Thành phần cơ giới: đất thị nhẹ 42,2%, thịt trung bình 28,1%, nặng 29,7%
- Độ chua: cấp I: 74,5%, cấp II: 15%, cấp III: 8%, cấp IV: 2,5%.

Rừng: Thành phố Chí Linh có 14.470 ha đất đồi rừng, trong đó rừng trồng 1.208 ha, rừng tự nhiên 2.390 ha. Rừng tự nhiên có nhiều loại gỗ quý, ước khoảng 140.000 m³, có nhiều loại động thực vật đặc trưng cung cấp nguồn dược liệu cho y học. Rừng trồng chủ yếu là keo tai tượng, bạch đàn và rừng thông thuộc khu di tích Côn Sơn - Kiếp Bạc.
Khoáng sản: Thành phố Chí Linh tuy không nhiều về chủng loại, nhưng có loại có trữ lượng lớn và giá trị kinh tế như: đất Cao lanh trữ lượng 40 vạn tấn, sét chịu lửa 8 triệu tấn, đá, cát vàng xây dựng, mỏ than nâu trữ lượng hàng tỉ tấn.

## Lịch sử
Địa danh Chí Linh gắn với nhiều nhân vật lịch sử và anh hùng dân tộc như Dương Huy, Trần Hưng Đạo, Nguyễn Thị Duệ, Chu Văn An, Nguyễn Trãi, Nguyễn Thái Học, Mạc Đĩnh Chi, Mạc Hiển Tích, Trần Khánh Dư, Trần Quốc Chẩn, Trần Ích Phát, 5 đức Thánh họ Vương, Pháp Loa, Huyền Quang...
Chí Linh được hình thành từ lâu đời, đến thời Hậu Ngô Vương vùng núi Côn Sơn với lợi thế về vị trí địa lý đã trở thành căn cứ quân sự lớn của Dương Huy mà đích thân vua Ngô Xương Văn phải đem quân đánh dẹp. Thu phục được Dương Huy, Ngô Xương Văn vẫn cho ông giữ chức thứ sử cũ và cai quản vùng đất châu Vũ Ninh. Năm 965, vua Nam Tấn Vương Ngô Xương Văn mất, các tướng ở khắp nơi nổi lên để cùng tranh giành ngôi Vua. Lịch sử gọi đó là loạn 12 sứ quân. Tuy nhiên, cánh quân của Dương Huy không nằm trong danh sách 12 sứ quân. Vì cánh quân của ông và địa bàn của ông bị cánh quân của Nguyễn Thủ Tiệp đánh bại, vùng đất của ông bị Nguyễn Thủ Tiệp chiếm và tự xưng Vũ Ninh Vương. Thời điểm xảy ra loạn 12 sứ quân, vùng đất Chí Linh nằm trong địa phận quản lý của sứ quân Nguyễn Thủ Tiệp.
Năm 981 vua Lê Đại Hành đã chọn An Lạc, Tân Dân là cơ sở chỉ huy chống quân xâm lược Tống tại đất Doanh Vạn (Ải Vạn), Vua Lê Hoàn dựng đại bản doanh tại Đồng Dinh, đặt Nội Xưởng làm nơi rèn vũ khí, khí giới, đặt Bàn Cung trên núi Bàn Cung để làm nơi bàn bạc việc quân cơ với các tướng lĩnh, núi Doanh Vạn được chọn để cắm cờ hiệu, núi Sơn Đụn là nơi tích trữ, cất giấu lương thực nuôi quân...Từ đại bản doanh này, cuối tháng 4 năm 981, Vua Lê Hoàn đã chỉ huy quân Đại Cồ Việt đánh thắng trận Bạch Đằng, giết chủ tướng giặc Hầu Nhân Bảo cùng hàng vạn quân giặc vùi xác dưới đáy Bạch Đằng giang và giành chiến thắng trong cuộc kháng chiến chống quân Tống xâm lược cuối mùa xuân năm 981.
Đến thế kỷ XIII, vùng đất Chí Linh lại một lần nữa được lựa chọn trở thành đại bản doanh chống quân Nguyên Mông và là chiến trường nơi diễn ra trận đánh Vạn Kiếp nổi tiếng trong lịch sử thời nhà Trần, dưới sự chỉ huy Trần Quốc Tuấn. Đại bản doanh và chiến trường Vạn Kiếp năm xưa, nay thuộc xã Hưng Đạo, nằm phía tây bắc của thành phố. Trong 3 cuộc kháng chiến chống Nguyên Mông, Vạn Kiếp có vai trò lớn trong 2 cuộc kháng chiến lần 2 năm 1285 và lần 3 cuối năm 1287 đầu năm 1288. Trong cuộc kháng chiến chống quân Nguyên Mông lần 2 năm 1285, Vạn Kiếp diễn ra một trận đánh lớn khi quân Nguyên theo đường bộ từ Lạng Sơn kéo về Thăng Long, làm tiêu hao sinh lực địch. Tổng cộng quân số của Vua tôi nhà Trần do Vua Trần Nhân Tông và Trần Hưng Đạo chỉ huy ở chiến trận Vạn Kiếp lên tới gần 30 vạn quân, còn quân của Thoát Hoan lên tới gần 50 vạn quân. Tại Vạn Kiếp, Trần Hưng Đạo đã bài binh bố trận sẵn để đợi địch. Trần Hưng Đạo lựa chọn các tướng dũng mãnh Phạm Ngũ Lão, Nguyễn Khoái giao chỉ huy đạo quân này. Vùng Vạn Kiếp có địa thế đồi núi giáp đường giáp sông, quân ta chiếm địa thế đánh cắt ngang vào đội hình địch khiến đầu cuối không cứu được nhau. Tiền quân của địch bị đánh ở Vạn Kiếp còn trung quân của địch cũng vẫn chưa qua được sông Lục Đầu cũng bị quân ta đánh mạnh khiến địch hoảng loạn dẫm đạp lên nhau khiến cầu phao bị đứt khiến rất nhiều quân lính bị chết dưới sông.
Trải qua các thời kỳ phong kiến Chí Linh đã được nhiều triều đại chọn là nơi xây dựng cung thành, tỉnh lỵ như thành Phao (Phả Lại) – đời nhà Mạc, thành Vạn (Tân Dân) trong vòng ba thế kỷ từng là trung tâm hành chính của thừa tuyên Hải Dương. Theo lịch triều hiến chương loại chí của Phan Huy Chú dưới triều Lê Thánh Tông, “Quang thuận thứ 10 (1469) Lỵ sở Hải  Dương đặt tại Mạc Động, tục gọi Dịnh Vạn (tức cánh đồng Dinh bên bến Vạn). Lỵ sở Mạc Động có thành Vạn, trong thành có chợ, trên bến dưới thuyền, dân chúng khắp nơi họp chợ buôn bán tấp nập,đông vui, ở đây còn có đò ngang qua sông”.
Chí Linh còn có tên gọi là Bằng Châu hay Bằng Hà sau đó đổi tên là Phượng Hoàng và sau này là Chí Linh. Đến thơi Đồng Khánh Chí Linh Có 7 tổng 65 thôn.
Tháng 6 năm 1886, thực dân Pháp thành lập Nha Chí Linh thuộc phủ Nam Sách. Sau Cách mạng tháng 8, chính quyền Việt Nam Dân chủ Cộng hòa đặt thành huyện Chí Linh. Tháng 4 năm 1947, huyện Chí Linh thuộc tỉnh Quảng Hồng; tháng 11 năm 1948, Chí Linh thuộc tỉnh Quảng Yên; từ tháng 2 năm 1955, Chí Linh thuộc tỉnh Hải Dương, ban đầu gồm thị trấn Phả Lại, thị trấn nông trường Chí Linh và 20 xã: An Lạc, Bắc An, Cẩm Lý, Chí Minh, Cổ Thành, Cộng Hòa, Đan Hội, Đồng Lạc, Hoàng Hoa Thám, Hoàng Tân, Hoàng Tiến, Hưng Đạo, Kênh Giang, Lê Lợi, Nhân Huệ, Tân Dân, Thái Học, Văn An, Văn Đức, Vũ Xá.
Ngày 21 tháng 1 năm 1957, chuyển 3 xã: Vũ Xá, Cẩm Lý, Đan Hội về huyện Lục Nam, tỉnh Bắc Giang quản lý.
Ngày 27 tháng 3 năm 1978, thành lập thị trấn Sao Đỏ, thị trấn huyện lỵ huyện Chí Linh.
Ngày 16 tháng 1 năm 1981, Hội đồng Chính phủ ban hành Quyết định 19-CP. Theo đó, sáp nhập 3 thôn Phao Sơn, Thạch Thủy và Bình Giang của xã Cổ Thành vào thị trấn Phả Lại.
Ngày 14 tháng 1 năm 2002, giải thể thị trấn nông trường Chí Linh và thành lập thị trấn Bến Tắm trên cơ sở 412,88 ha diện tích tự nhiên và 5.703 nhân khẩu của xã Bắc An.
Ngày 24 tháng 9 năm 2009, thị trấn Sao Đỏ được công nhận là đô thị loại IV.
Cuối năm 2009, huyện Chí Linh có 20 đơn vị hành chính trực thuộc, gồm 3 thị trấn: Sao Đỏ (huyện lị), Phả Lại, Bến Tắm và 17 xã: An Lạc, Bắc An, Chí Minh, Cổ Thành, Cộng Hòa, Đồng Lạc, Hoàng Hoa Thám, Hoàng Tân, Hoàng Tiến, Hưng Đạo, Kênh Giang, Lê Lợi, Nhân Huệ, Tân Dân, Thái Học, Văn An, Văn Đức.
Ngày 12 tháng 2 năm 2010, Chính phủ ban hành Nghị quyết 09/NQ-CP. Theo đó:
- Thành lập thị xã Chí Linh trên cơ sở toàn bộ 28.202,78 ha diện tích tự nhiên và 164.837 người của huyện Chí Linh.
- Chuyển 3 thị trấn: Bến Tắm, Phả Lại, Sao Đỏ và 5 xã: Chí Minh, Cộng Hòa, Hoàng Tân, Thái Học, Văn An thành 8 phường có tên tương ứng.

Sau khi thành lập, thị xã Chí Linh có 20 đơn vị hành chính trực thuộc, gồm 8 phường: Bến Tắm, Chí Minh, Cộng Hòa, Hoàng Tân, Phả Lại, Sao Đỏ, Thái Học, Văn An và 12 xã: An Lạc, Bắc An, Cổ Thành, Đồng Lạc, Hoàng Hoa Thám, Hoàng Tiến, Hưng Đạo, Kênh Giang, Lê Lợi, Nhân Huệ, Tân Dân, Văn Đức.
Ngày 25 tháng 6 năm 2015, thị xã Chí Linh được công nhận là đô thị loại III.
Ngày 10 tháng 1 năm 2019, Ủy ban Thường vụ Quốc hội ban hành Nghị quyết 623/NQ-UBTVQH14 (nghị quyết có hiệu lực từ ngày 1 tháng 3 năm 2019). Theo đó:
- Sáp nhập xã Kênh Giang và xã Văn Đức thành phường Văn Đức.
- Chuyển 5 xã: An Lạc, Cổ Thành, Đồng Lạc, Hoàng Tiến, Tân Dân thành 5 phường có tên tương ứng.
- Thành lập thành phố Chí Linh trên cơ sở toàn bộ 282,91 km² diện tích tự nhiên và 220.421 người của thị xã Chí Linh.

Sau khi thành lập, thành phố Chí Linh có 14 phường và 5 xã như hiện nay.

## Hành chính
Thành phố Chí Linh có 19 đơn vị hành chính cấp xã trực thuộc, bao gồm 14 phường: An Lạc, Bến Tắm, Chí Minh, Cổ Thành, Cộng Hòa, Đồng Lạc, Hoàng Tân, Hoàng Tiến, Phả Lại, Sao Đỏ, Tân Dân, Thái Học, Văn An, Văn Đức và 5 xã: Bắc An, Hoàng Hoa Thám, Hưng Đạo, Lê Lợi, Nhân Huệ.

## Xã hội

### Giáo dục
Ngoài ra còn có Trường Đại học Sao Đỏ, trên 120 cơ quan đơn vị, nhà máy, xí nghiệp, doanh nghiệp đóng trên địa bàn.

## Du lịch

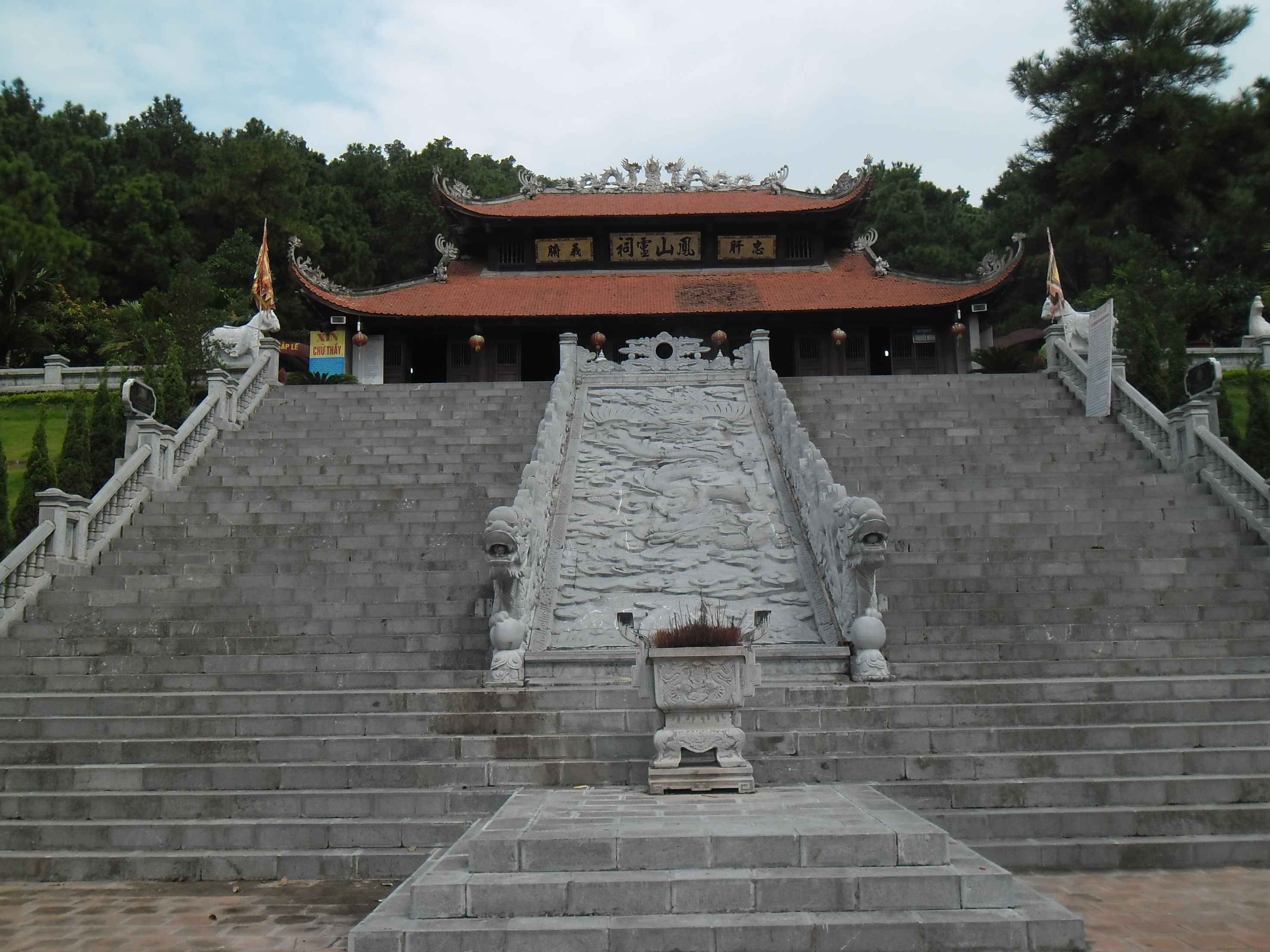
Đền thờ Chu Văn An tại phường Văn An

Sân golf Chí Linh

Thành phố Chí Linh có phong cảnh đẹp và nhiều di tích lịch sử từ cấp địa phương đến cấp quốc gia. Trong đó có thể kể đến:
- Chùa Côn Sơn có rừng thông, hồ, suối Côn Sơn và bàn cờ tiên nổi tiếng trong thơ Nguyễn Trãi. Tại đây còn có đền thờ Trần Nguyên Đán, đền thờ Trần Nguyên Hãn và đền thờ Nguyễn Trãi
- Đền Nam Tào, Đền Bắc Đẩu - Hai ngôi đền huyền thoại.
- Đền Kiếp Bạc nằm cạnh Lục Đầu Giang, nơi hợp lưu của sáu con sông (ngã sáu sông). Đền thờ Hưng Đạo Vương Trần Quốc Tuấn còn gọi là đền Đức Ông.
- Đền Thờ Vua Lê Đại Hành - thuộc phường An Lạc.
- Đền Cao thuộc phường An Lạc. Ở đây có bốn ngôi đền linh thiêng từ lâu đời, thờ năm anh em nhà họ Vương đã có công giúp vua Lê Đại Hành đánh thắng quân Tống do Hầu Nhân Bảo và Tôn Toàn Hưng chỉ huy năm 981.
- Đền Chu Văn An nằm trên núi Phượng Hoàng, thuộc phường Văn An; cách khu di tích Côn Sơn khoảng 4 km.
- Chùa Thanh Mai thuộc xã Hoàng Hoa Thám. Chùa Thanh Mai là ngôi chùa rất cổ, được xây dựng năm 1329 do Thiền sư Pháp Loa - Đệ nhị tổ của Thiền phái Trúc Lâm Yên tử sáng lập. Chùa được công nhận di tích lịch sử quốc gia năm 1992.
- Đền bà Chúa Sao Sa thờ nữ Tiến sĩ duy nhất trong lịch sử khoa bảng Việt Nam, bà Nguyễn Thị Duệ. Đền cũng thuộc phường Văn An; cách khu di tích Côn Sơn khoảng 5 km
- Đền Gốm thờ phó tướng Nhân Huệ Vương Trần Khánh Dư.
- Đền Mẫu Sinh thờ Mẫu, rất đặc biệt bởi được xây dựng trên lưng chừng núi Ngũ Nhạc với Hậu cung nằm trên một tảng đá lớn hình người phụ nữ đang nằm sinh con.
- Đền Khê Khẩu thờ tướng quân Trần Hiển Đức, người gốc Kinh Môn, gia nhập nghĩa quân của Trần Hưng Đạo từ những ngày đầu tiên. Ông đã lập nhiều chiến công, đóng góp không nhỏ vào chiến thắng lần thứ hai và ba của quân Trần. Đặc biệt trong trận Bạc Đằng Giang. Đền Khê Khẩu, nằm tại làng Khê Khẩu (Làng Viên), phường Văn Đức.
- Đền Quốc Phụ ở phường Chí Minh, thờ Trần Quốc Chẩn - một trong những danh tướng của nhà Trần.[12]
- Chùa Ngũ Đài Sơn ở phường Hoàng Tiến - ngôi cổ tự mang đậm dấu ấn Thiền phái Trúc Lâm mà còn nổi danh với cảnh đẹp kỳ vĩ của 5 đỉnh núi thiêng. Là di tích lịch sử, văn hoá cấp tỉnh, thuộc cánh cung Đông Triều, chùa nằm dựa lưng vào núi Đống Thóc cao 293m, núi Hòn Phướn cao 531m (cao nhất tỉnh Hải Dương) có lịch sử cùng niên đại của am Bạch Vân - An Sinh, Đông Triều. Chùa có nhiều cảnh đẹp như Cổng Trời, Hòn ông Cóc, Hàm Long... Đứng trên Cổng Trời vào ngày thời tiết đẹp có thể nhìn ra tận Đồ Sơn, Hải Phòng, vịnh Hạ Long... Trên đỉnh Hòn Phướn là một thảo nguyên nhỏ, chỉ có cỏ tranh và thông, vào mùa Xuân ở trên này sương mù bao bọc, cảnh vật hư ảo rất đẹp.

Các di tích, danh thắng và cảnh trí thiên nhiên tuyệt vời như núi Nam Tào, Bắc Đẩu, Lục Đầu Giang,... tạo thành cụm du lịch lớn của tỉnh, bên cạnh các di tích lịch sử và thắng cảnh thiên nhiên còn có sân golf Ngôi Sao Chí Linh.

## Giao thông
Có quốc lộ 18, quốc lộ 37 chạy qua. Ngoài ra còn có dự án đường cao tốc Nội Bài – Bắc Ninh – Hạ Long, đường sắt Yên Viên - Cái Lân hiện đang được đầu tư xây dựng.
Để đến Chí Linh, bạn có thể đi bằng nhiều phương tiện khác nhau như xe máy, ô tô, xe buýt,...

### Có 3 tuyến xe buýt đi qua Chí Linh
Bến xe Bắc Ninh - Sao Đỏ (xe buýt Bắc Ninh)
- Tần suất: 5→7→10→15→25 phút/chuyến
- Thời gian hoạt động: 5h → 21h
- Thời gian 1 lượt đi: 1 tiếng 15 phút
- Lộ trình chiều đi: Bến xe Bắc Ninh (điểm đầu) ↔ Trần Hưng Đạo ↔ Chợ Nhớn ↔ Ngã 6 TP. Bắc Ninh ↔ Trần Hưng Đạo ↔ Trường THPT Hàn Thuyên ↔ Gần trường Cao đẳng Sư phạm Bắc Ninh ↔ Cầu 18 (cầu Đại Phúc) ↔ Quốc lộ18 ↔ Trường CĐ Ngoại ngữ Công nghệ Việt Nhật ↔ KCN Quế Võ I ↔ TT. Phố Mới ↔ BVĐK Quế Võ ↔ Chùa Diên Quang ↔ Đông Du ↔ Châu Cầu ↔ Bình Than (gần cầu Bình Than) ↔ Cầu Phả Lại ↔ Lục Đầu Giang (Phả Lại) ↔ Nhà máy Nhiệt điện Phả Lại ↔ Ngã 3 Thủy ↔ Ga Cổ Thành ↔ Văn An ↔ Dốc Mật (gần KĐT KDC Hồ Mật Sơn) ↔ Cung thiếu nhi Hồ Mật Sơn (gần Bệnh viện ĐK Chí Linh) ↔ Ngã 3 Sao Đỏ (KS Sao Đỏ, gần ĐH Sao Đỏ) ↔ Cây xăng Côn Sơn (gần cổng chợ Sao Đỏ) ↔ KĐT Việt Tiên Sơn (điểm cuối)
- Lộ trình chiều về: Ngược lại.

TP. Hải Dương - TP. Uông Bí (xe buýt Hải Dương)
- Tần suất: 20 → 30 phút/chuyến.
- Thời gian hoạt động: 5h30 → 19h
- Thời gian 1 lượt đi: 2 tiếng 40 phút
- Lộ trình: Bến xe Hải Tân → Lê Thanh Nghị → Ngã tư Máy sứ → Điện Biên Phủ → Quốc lộ 5 → Quốc lộ 37 → Phường Sao Đỏ → Quốc lộ 18 → Đông Triều → Mạo Khê → TP. Uông Bí.

TP. Hải Dương - Bắc Giang (xe buýt Hải Dương)
- Tần suất: 30 phút/chuyến
- Thời gian hoạt động: 5h30 → 18h30
- Thời gian 1 lượt đi: 2 tiếng 30 phút
- Lộ trình: Bến xe phía tây → Nguyễn Lương Bằng → Ngã tư Máy Sứ → Lê Thanh Nghị → Ngã ba Cầu Cất → Thống Nhất → Bạch Đằng → Trần Hưng Đạo → Cầu vượt Phú Lương → Quốc lộ 5 → Ngã ba Tiền Trung → Quốc lộ 37 → Phường Sao Đỏ → Hồ Côn Sơn → Ngã ba Đa Cóc → Cầu Cẩm Lý → Ngã tư Thân → Bến xe Lục Nam.

## Danh nhân
Địa danh Chí Linh gắn với tên tuổi của các nhân vật lịch sử và anh hùng dân tộc sau:
- Thiền sư Pháp Loa: ông có tục danh là Đồng Kiên Cương, là người thuộc hương Cửu La, huyện Nam Sách. Năm 1304 ông xuất gia theo Điều Ngự Trần Nhân Tông tu hành tại chùa Yên Tử và trở thành người kế thừa của Thiền phái Trúc Lâm. Năm 1329, ông cho xây dựng hai ngôi chùa là Thanh Mai và Côn Sơn. Ngày 03/3/1330, ông viên tịch tại chùa Quỳnh Lâm, sau theo di chúc của ông, các phật tử đã đưa pháp thể của ông về nhập tháp tại chùa Thanh Mai, Chí Linh. Cảm mến công đức của ông, vua Anh Tông sắc phong danh hiệu Đại Tuệ Tịnh Tri Đức thiền sư, tên tháp là Viên Thông bảo tháp.
- Trần Hưng Đạo (1226 - 1300): Trần Quốc Tuấn là chủ soái của cuộc kháng chiến chống quân Nguyên - Mông thời Trần. Ông đóng đại bản doanh tại Vạn Kiếp. Những năm cuối đời ông sống ở Vạn Kiếp và mất tại đây.
- Nguyễn Thị Duệ: nữ tiến sĩ duy nhất trong lịch sử khoa bảng Việt Nam.
- Trần Nguyên Đán: Đại tư đồ triều Trần, là ông ngoại của Nguyễn Trãi. Ông ở ẩn tại Chi Ngại, Chí Linh.
- Nguyễn Trãi: thuở nhỏ sinh sống ở Chí Linh. Sau này, nhiều năm ông ở ẩn tại chùa Côn Sơn, Chí Linh.
- Chu Văn An: mở trường dạy học trên núi Phượng Hoàng, thuộc phường Văn An (ngày nay), Chí Linh.
- Mạc Đĩnh Chi (1272 - 1346) Tự là Tiết Phu, người làng Lũng Động, huyện Chí Linh (nay là xã Nam Tân, Nam Sách). Ông thông minh hơn người song vóc dáng nhỏ bé, tướng mạo xấu xí. Mạc Đĩnh Chi đỗ trạng nguyên năm 1304, sau đi sứ Cao Ly, được phong trang nguyên ở đây, người ta gọi là Lưỡng quốc trạng nguyên.

## Làng nghề
Các làng nghề, ngành nghề ở Chí Linh chủ yếu phát triển ở nhóm sản xuất vật liệu xây dựng như:
- Nghề sản xuất vật liệu xây dựng ở Mật Sơn
- Nghề hát chầu văn thôn An Mô
- Nghề sản xuất vật liệu xây dựng làng Tường
- Trồng na Hoàng Tiến
- Làng nghề quay vịt, gia cầm Thanh Tảo.